# Sainte-Cécile-les-Vignes
Sainte-Cécile-les-Vignes é uma comuna francesa na região administrativa da Provença-Alpes-Costa Azul, no departamento de Vaucluse. Estende-se por uma área de 19,82 km². Em 2010 a comuna tinha 2 600 habitantes (densidade: 131,2 hab./km²).